# Ринопластика
Ринопластиката (на гръцки: ῥίς – нос + на старогръцки: πλάσσειν – оформям) е пластична операция за корекция и реконструкция на формата на носа. Тя е една от най-често срещаните хирургични процедури. Чрез нея могат да се намалят размерите на носа, да се промени формата на върха или мостчето, да се стеснят или разширят ноздрите, както и да се промени ъгълът между носа и горната устна. Тази операция може да коригира вроден дефект или белег, или да облекчи до известна степен дишането.
Операцията се извършва по отворен или затворен начин. При открития начин разрезът се прави на моста между ноздрите и в тях самите, докато при затворения начин всички манипулации се извършват чрез малки разрези в ноздрите, от които не остава и следа.